# Robbi Chong
Robbi Chong est une actrice canadienne née le 28 mai 1965 à Vancouver (Canada). Elle est la fille de l'acteur Tommy Chong et sœur de l'actrice Rae Dawn Chong. Son frère adoptif, Marcus Chong, est également acteur.

## Biographie
Elle a joué aux côtés de son père et de sa sœur dans le film Corsican Brothers (1984).
Son rôle le plus connu est celui d'Alexandra Moreau dans la série télévisée Poltergeist : Les Aventuriers du surnaturel, qu'elle tient de 1996 à 1999.

## Filmographie

### Cinéma
- 1984 : Corsican Brothers (Cheech & Chong's The Corsican Brothers) : Princess III
- 1987 : Sécurité publique : Suzannah
- 1990 : Far Out Man : La danseuse
- 1993 : The Evil Inside Me : Bobbie
- 1994 : Jimmy Hollywood de Barry Levinson : La secrétaire de l'agence
- 2005 : Ellie Parker : L'étudiante en théâtre
- 2007 : Shelter : La réceptionniste
- 2015 : Only God Can : Patrice

### Télévision
- 1988: Cosby Show (série télévisée) (1 épisode) : Le docteur
- 1994 : Red Shoe Diaries (série télévisée) (1 épisode) : Clare Manning
- 1995: Murder One (série télévisée) (1 épisode) : La reporter
- 1995: Le monde de Dave (série télévisée) (1 épisode)
- 1996 - 1999 : Poltergeist : Les Aventuriers du surnaturel (Poltergeist, the Legacy) (série télévisée) (87 épisodes) : Alexandra Moreau
- 1999: Au-delà du réel (série télévisée) (2 épisodes) 
  - Saison 5, épisode 8 (Perte de mémoire) : Hope Wilson
  - Saison 5, épisode 21 (Tristes retrouvailles) : Teresita Arboleda
- 2006: Urgences (série télévisée) (1 épisode) : Sonya Ames